# Ramón Díaz
Ramón Ángel Díaz (* 29. srpna 1959 v La Rioja) je bývalý argentinský fotbalista a fotbalový trenér.

## Ocenění

### Klubové
- Serie A: 1988/89
- Francouzský pohár: 1991
- Primera División – Apertura: 1991